# Ernst Betche
Daniel Ludwig Ernst Betche (31 de desembre de 1851, a Potsdam – 28 de juny de 1913, a Sydney) va ser un botànic alemany-australià.
Va estudiar a college botànic de Potsdam i després als jardins municipals de Berlín. El 1874 va treballar com jardiner als vivers de Louis van Houtte a Gant. Cap a la dècada de 1980 visità Samoa, Tonga, les Illes Marshall i les Illes Carolines. Una part de la seva recerca va anar a parar a Leipzig i la resta al botànic Ferdinand von Mueller.
El setembre de 1881 va ser contractat com recol·lector dels Jardins Botànics de New South Wales. Al març de 1897, va esdevenir ajudant de botànica de Joseph Maiden.
El gènere botànic Betchea (família Cunoniaceae) el va nomenar Rudolf Schlechter en honor seu.

## Obres principals
- "Handbook of the Flora of New South Wales", 1893 (amb Charles Moore).
- "A Census of New South Wales Plants", 1916 (amb Joseph Maiden).[1]